# Quận Okaloosa, Florida
Quận Okaloosa là một quận nằm ở phần phía tây bắc của tiểu bang Florida của Hoa Kỳ, kéo dài từ Vịnh México đến đường tiểu bang Alabama. Theo điều tra dân số, năm 2015 dân số 198.674 người. Quận lỵ là Crestview.
Quận Okaloosa bao gồm trong khu vực thống kê đô thị Crestview-Fort Walton Beach-Destin.

## Địa lý
Theo Cục điều tra dân số Hoa Kỳ, quận có tổng diện tích 1.082 dặm vuông (2.800 km2), trong đó 930 dặm vuông (2.400 km2) là đất và 152 dặm vuông (390 km2) (14,0%) là nước. Fort Walton Beach và ba Căn cứ không quân Hoa Kỳ, (Duke Field ở phía Bắc và Eglin AFB và Hurlburt Field ở phía Nam).